# Hjo község
Hjo község (svédül: Hjo kommun) Svédország 290 községének egyike. 
A mai község 1971-ben jött létre.

## Települései
A községben  7 település található:
| Település | Népesség | Megjegyzés         |
| --------- | -------- | ------------------ |
| Hjo       |          | a község székhelye |
| Blikstorp |          |                    |
| Korsberga |          |                    |
| Korsgrden |          |                    |
| Lidängen  |          |                    |
| Mofalla   |          |                    |
| Grevbäck  |          |                    |

## Külső hivatkozások
- Hivatalos honlap